# تازی لتونیایی
تازی لتونیایی (به انگلیسی: Lithuanian Hound)، نام یکی از نژادهای سگ است که خاستگاه آن به لیتوانی بازمی‌گردد.